# Pedro Gómez Chaix
Pedro Gómez Chaix (Málaga, 30 de junio de 1864-18 de febrero de 1955) fue un político republicano español.

## Biografía
Nació el 30 de junio de 1864 en Málaga.
Presidente del Círculo Republicano Progresista de la ciudad de Málaga, en 1903 fundó El Popular. Durante la Restauración también llegó a ser concejal republicano del Ayuntamiento de Málaga, y diputado provincial. Obtuvo escaño de diputado a Cortes por el distrito de Málaga en las elecciones de 1914 y 1916.
Perteneciente a la élite socioeconómica de la provincia, fue elegido senador en 1923 por la Sociedad Económica de Amigos del País de Sevilla.
Gómez Chaix, que se adscribiría al Partido Republicano Radical, fue elegido diputado de las Cortes republicanas por la circunscripción electoral de Málaga (provincia) en las elecciones constituyentes de 1931. Entre mayo de 1931 y agosto de 1933, fue presidente del Tribunal de Cuentas de la República.
Tras ser asaltada su casa en 1936 por milicias del Frente Popular, huyó a Francia. Retornó a España en 1939 ya acabada la Guerra Civil y el Tribunal franquista de Responsabilidades Políticas le abrió un expediente, que aplicó una multa e inmovilizó los bienes al ya anciano Gómez Chaix. Falleció el 18 de febrero de 1955.